# 107mm迫撃砲GVPM-38
107mm迫撃砲PGVM-38（ロシア語: 107-мм полковой горно-вьючный миномет образца 1938 года　(107 ГВПМ-1938)）とは、ソビエト連邦の迫撃砲である。M1938 107mm迫撃砲とも表記される。

## 概要
120mm迫撃砲PM-38を縮小化する形で設計されており、移動時には専用の台車に乗せたうえで10発分の即応弾薬を搭載可能な前車を介して4頭牽馬や自動車による牽引を行うほか、4輪式トラックに積載して運搬する。また、二脚・台座・砲身の3つの部品に分解したうえで、3頭（台車や砲弾を含めれば9頭）の駄馬に駄載しての運搬も可能なように設計されていた。
第二次世界大戦においては、主に山岳部隊の歩兵連隊に配備運用された。
第二次世界大戦後も、ベトナム戦争において南ベトナム解放民族戦線に供与され、アメリカ軍や南ベトナム軍への攻撃に用いられた。
最近では、2011年リビア内戦において、反カダフィ勢力がこの砲を用いていることが確認されている。